# Table de caractères (mathématiques)
En théorie des groupes, branche de l'algèbre abstraite, une table de caractères est une table à deux dimensions dont les lignes correspondent à des représentations irréductibles, et dont les colonnes correspondent aux classes de conjugaison d'éléments du groupe. Les entrées sont constituées de caractères, les traces des matrices représentant les éléments de groupe de la classe de la colonne dans la représentation de groupe de la ligne donnée. En chimie, cristallographie et spectroscopie, les tables de caractères des groupes de points sont utilisées pour classer par exemple les vibrations moléculaires selon leur symétrie, et pour prédire si une transition entre deux états est interdite pour des raisons de symétrie. De nombreux manuels de niveau universitaire sur la chimie physique, la chimie quantique, la spectroscopie et la chimie inorganique consacrent un chapitre à l'utilisation des tables de caractères des groupes de symétrie,,,,,.

## Définition et exemple
Les caractères complexes irréductibles d'un groupe fini forment une table de caractères qui encode de nombreuses informations utiles sur le groupe G sous une forme compacte. Chaque ligne est étiquetée par un caractère irréductible et les entrées de la ligne sont les valeurs de ce caractère sur tout représentant de la classe de conjugaison respective de G (car les caractères sont des fonctions centrales). Les colonnes sont étiquetées par les (représentants des) classes de conjugaison de G. Il est d'usage d'étiqueter la première ligne par le caractère de la représentation triviale, qui est l'action triviale de G sur un espace vectoriel à 1 dimension par {\displaystyle \rho (g)=1} pour tous {\displaystyle g\in G}. Chaque entrée de la première ligne vaut donc 1. De même, il est d'usage d'étiqueter la première colonne par l'identité. Les entrées de la première colonne sont les valeurs des caractères irréductibles à l'identité, les degrés des caractères irréductibles. Les caractères de degré 1 sont appelés caractères linéaires.
Voici la table des caractères de C3 = <u>, le groupe cyclique à trois éléments et générateur u :
|    | (1) | (u) | (u2) |
| 1  | 1   | 1   | 1    |
| x1 | 1   | ω   | ω2   |
| x2 | 1   | ω2  | ω    |

où ω est une racine primitive troisième de l'unité.
Un autre exemple est la table de caractères de {\displaystyle S_{3}} :
|        | (1) | (12) | (123) |
| χtriv  | 1   | 1    | 1     |
| χsgn   | 1   | −1   | 1     |
| χstand | 2   | 0    | −1    |

où (12) représente la classe de conjugaison de (12), (13), (23) et (123) représente la classe de conjugaison composée de (123), (132). Pour en savoir plus sur la table de caractères des groupes symétriques, voir .
La table de caractères est toujours carrée car (1) les caractères irréductibles sont orthogonaux deux à deux, et (2) aucune autre fonction de classe non triviale n'est orthogonale à chaque caractère. (Une fonction de classe est une fonction constante sur les classes de conjugaison.) Ceci est lié au fait important que les représentations irréductibles d'un groupe fini G sont en bijection avec ses classes de conjugaison. Cette bijection s'ensuit également en montrant que les sommes de classes forment une base pour le centre de l'algèbre de groupe de G, qui a une dimension égale au nombre de représentations irréductibles de G.

## Relations d'orthogonalité
L'espace des fonctions de classe à valeurs complexes d'un groupe fini G a un produit scalaire naturel :
{\displaystyle \left\langle \alpha ,\beta \right\rangle :={\frac {1}{\left|G\right|}}\sum _{g\in G}\alpha (g){\overline {\beta (g)}}}
où {\displaystyle {\overline {\beta (g)}}} désigne le conjugué complexe de la valeur de {\displaystyle \beta } sur {\displaystyle g}. Par rapport à ce produit scalaire, les caractères irréductibles forment une base orthonormée pour l'espace des fonctions de classe, ce qui donne la relation d'orthogonalité pour les lignes de la table des caractères :
{\displaystyle \left\langle \chi _{i},\chi _{j}\right\rangle ={\begin{cases}0&{\mbox{ si }}i\neq j,\\1&{\mbox{ si }}i=j.\end{cases}}}
Pour {\displaystyle g,h\in G} la relation d'orthogonalité pour les colonnes est la suivante :
{\displaystyle \sum _{\chi _{i}}\chi _{i}(g){\overline {\chi _{i}(h)}}={\begin{cases}\left|C_{G}(g)\right|,&{\mbox{ si }}g,h{\mbox{ sont conjugués }}\\0&{\mbox{ sinon.}}\end{cases}}}
où la somme est sur tous les caractères irréductibles {\displaystyle \chi _{i}} de G et le symbole {\displaystyle \left|C_{G}(g)\right|} désigne l'ordre du centralisateur de {\displaystyle g}.
Pour un caractère arbitraire {\displaystyle \chi _{i}}, il est irréductible si et seulement si {\displaystyle \left\langle \chi _{i},\chi _{i}\right\rangle =1}.
Les relations d'orthogonalité peuvent faciliter de nombreux calculs, notamment :
- Décomposer un caractère inconnu en une combinaison linéaire de caractères irréductibles, c'est-à-dire en un certain nombre de copies de la représentation irréductible Vi dans V = {\displaystyle \left\langle \chi ,\chi _{i}\right\rangle }.
- Construire la table complète des caractères lorsque seuls certains des caractères irréductibles sont connus.
- Trouver les ordres des centralisateurs des représentants des classes de conjugaison d'un groupe.
- Retrouver l'ordre du groupe, {\displaystyle \left|G\right|=\left|Cl(g)\right|*\sum _{\chi _{i}}\chi _{i}(g){\overline {\chi _{i}(g)}}}, pour tout g dans G.

Si la représentation irréductible V est non triviale, alors {\displaystyle \sum _{g}\chi (g)=0} .
Plus précisément, considérons la représentation régulière qui est la permutation obtenue à partir d'un groupe fini G agissant sur lui-même. Les caractères de cette représentation sont {\displaystyle \chi (e)=\left|G\right|} et {\displaystyle \chi (g)=0} pour {\displaystyle g} différent de l'identité. Alors étant donné une représentation irréductible {\displaystyle V_{i}},
{\displaystyle \left\langle \chi _{\text{reg}},\chi _{i}\right\rangle ={\frac {1}{\left|G\right|}}\sum _{g\in G}\chi _{i}(g){\overline {\chi _{\text{reg}}(g)}}={\frac {1}{\left|G\right|}}\chi _{i}(1){\overline {\chi _{\text{reg}}(1)}}=\operatorname {dim} V_{i}} .
Puis en décomposant les représentations régulières en une somme de représentations irréductibles de G, on obtient {\displaystyle V_{\text{reg}}=\oplus V_{i}^{\operatorname {dim} V_{i}}} . D'où l'on conclut
{\displaystyle \left|G\right|=\operatorname {dim} V_{\text{reg}}=\sum (\operatorname {dim} V_{i})^{2}}
sur toutes les représentations irréductibles {\displaystyle V_{i}}. Cette égalité peut aider à déduire les dimensions des représentations irréductibles dans une table de caractères. Par exemple, si le groupe a l'ordre 10 et 4 classes de conjugaison (par exemple, le groupe dièdre d'ordre 10), alors la seule façon d'exprimer l'ordre du groupe comme une somme de quatre carrés est {\displaystyle 10=1^{2}+1^{2}+2^{2}+2^{2}}, nous connaissons donc les dimensions de toutes les représentations irréductibles.

## Propriétés
La conjugaison complexe agit sur la table des caractères : puisque le conjugué complexe d'une représentation est encore une représentation, il en est de même pour les caractères, et donc un caractère qui prend des valeurs complexes non triviales a un caractère conjugué.
Certaines propriétés du groupe G peuvent être déduites de sa table de caractères :
- L'ordre de G est donné par la somme des carrés des entrées de la première colonne (les degrés des caractères irréductibles) (voir Théorie des représentations d'un groupe fini). Plus généralement, la somme des carrés des valeurs absolues des entrées de n'importe quelle colonne donne l'ordre du centralisateur d'un élément de la classe de conjugaison correspondante.
- Tous les sous-groupes distingués de G (et donc si G est simple ou non) peuvent être détectés à partir de sa table de caractères. Le noyau d'un caractère χ est l'ensemble des éléments g de G pour lesquels χ(g) = χ(1) ; c'est un sous-groupe normal de G. Chaque sous-groupe normal de G est l'intersection des noyaux de certains des caractères irréductibles de G.
- Le nombre de représentations irréductibles de G est égal au nombre de classes de conjugaison que possède G.
- Le sous-groupe de commutateurs de G est l'intersection des noyaux des caractères linéaires de G.
- Si G est fini, alors puisque la table de caractères est carrée et a autant de lignes que de classes de conjugaison, il s'ensuit que G est abélien ssi chaque classe de conjugaison est un singleton ssi la table de caractères de G est {\displaystyle |G|\times |G|} ssi chaque caractère irréductible est linéaire.
- Il s'ensuit, en utilisant certains résultats de Richard Brauer de la théorie des représentations modulaires, que les diviseurs premiers des ordres des éléments de chaque classe de conjugaison d'un groupe fini peuvent être déduits de sa table de caractères (une observation de Graham Higman).

La table de caractères ne détermine en général pas le groupe à isomorphisme près : par exemple, le groupe des quaternions Q et le groupe dièdral à 8 éléments (D4) ont la même table de caractères. Brauer a demandé si la table de caractères, associée à la connaissance de la distribution des puissances des éléments de ses classes de conjugaison, détermine le group à isomorphisme près. En 1964, cela a été répondu par la négative par E. C. Dade.
Les représentations linéaires de G sont elles-mêmes un groupe sous le produit tensoriel, puisque le produit tensoriel des espaces vectoriels à 1 dimension est à nouveau à 1 dimension. C'est-à-dire si {\displaystyle \rho _{1}:G\to V_{1}} et {\displaystyle \rho _{2}:G\to V_{2}} sont des représentations linéaires, alors {\displaystyle \rho _{1}\otimes \rho _{2}(g)=(\rho _{1}(g)\otimes \rho _{2}(g))} définit une nouvelle représentation linéaire. Cela donne lieu à un groupe de caractères linéaires, appelé le groupe de caractères sous l'opération {\displaystyle [\chi _{1}*\chi _{2}](g)=\chi _{1}(g)\chi _{2}(g)} . Ce groupe est lié aux caractères de Dirichlet et à l'analyse de Fourier.

## Automorphismes extérieurs
Le groupe des automorphismes extérieurs (en) (à savoir le quotient des automorphisme du groupe par les automorphismes intérieurs) agit sur la table des caractères en permutant les colonnes (classes de conjugaison) et par conséquent les lignes, ce qui donne une autre symétrie à la table. Par exemple, les groupes abéliens ont l'automorphisme extérieur {\displaystyle g\mapsto g^{-1}}, qui est non trivial sauf pour les 2-groupes élémentaires abéliens, et extérieur car les groupes abéliens sont précisément ceux pour lesquels la conjugaison (automorphismes intérieurs) agit trivialement. Dans l'exemple de {\displaystyle C_{3}} ci-dessus, cette application envoie {\displaystyle u\mapsto u^{2},u^{2}\mapsto u,} et commute en conséquence {\displaystyle \chi _{1}} et {\displaystyle \chi _{2}} (en changeant leurs valeurs de {\displaystyle \omega } et {\displaystyle \omega ^{2}}). Notez que cet automorphisme particulier s'accorde avec la conjugaison complexe.
Formellement, si {\displaystyle \phi \colon G\to G} est un automorphisme de G et {\displaystyle \rho \colon G\to \operatorname {GL} } est une représentation, alors {\displaystyle \rho ^{\phi }:=g\mapsto \rho (\phi (g))} est une représentation. Si {\displaystyle \phi =\phi _{a}} est un automorphisme intérieur (conjugaison par un élément a), alors il agit trivialement sur les représentations, car les représentations sont des fonctions de classe (la conjugaison ne change pas leur valeur).
Cette relation peut être utilisée dans les deux sens : étant donné un automorphisme extérieur, on peut produire de nouvelles représentations (si la représentation n'est pas égale sur les classes de conjugaison qui sont échangées par l'automorphisme extérieur).